# Paepalanthus chloropus
Paepalanthus chloropus är en gräsväxtart som beskrevs av Silveira. Paepalanthus chloropus ingår i släktet Paepalanthus och familjen Eriocaulaceae. Inga underarter finns listade i Catalogue of Life.